# Haibutsu-kishaku

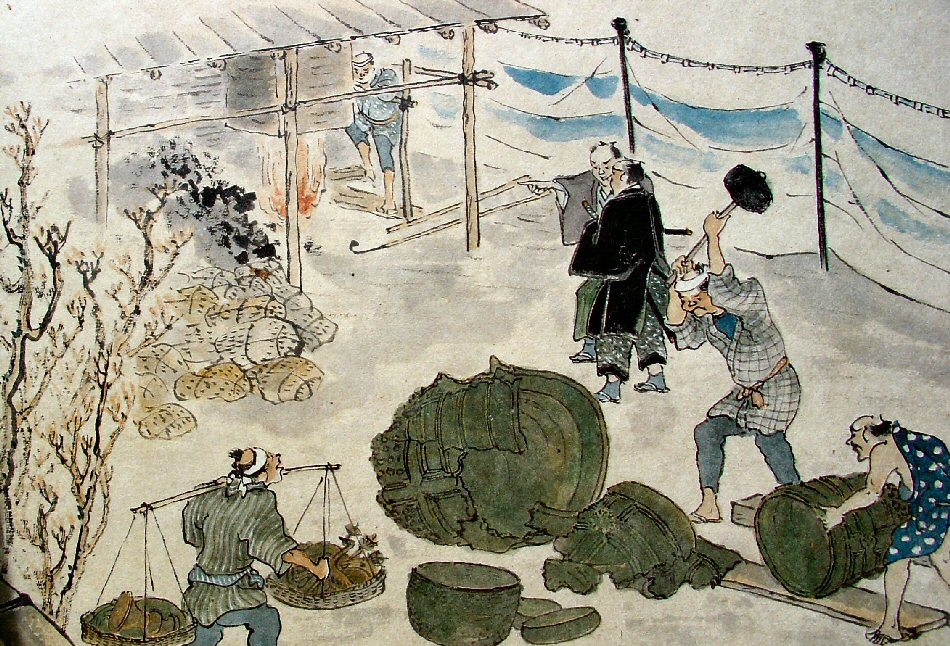
Niszczenie dzwonów świątyni buddyjskiej, 1907

Haibutsu-kishaku (jap. 廃仏毀釈), dosł.: „Znieść buddyzm, zniszczyć Siakjamuniego” – ruch społeczny i ideowy w Japonii w XIX wieku, który głosił i realizował zniszczenie buddyzmu w tym kraju.  

## Historia
W historii Japonii zdarzały się nieliczne przypadki zwalczania buddyzmu. Już na samym początku wprowadzania tej religii do Japonii w VI wieku, klan Mononobe usiłował bez powodzenia zwalczać nową wiarę. Następnie w konfucjańskich domenach feudalnych Aizu, Okayama i Mito zamykano świątynie buddyjskie i wyganiano mnichów. 
Jednak dopiero w okresie Meiji, w związku z powstaniem japońskiego nacjonalizmu i administracyjnym rozdzieleniem buddyzmu od shintō w 1868 (likwidacją synkretyzmu shintō-buddyjskiego i ogłoszeniem shintō jedyną religią państwową), rozwinął się szeroki anty-buddyjski ruch społeczny, zwany haibutsu-kishaku, wspierany przez rząd japoński. Konsekwencją było przenoszenie w inne miejsce lub burzenie sakralnych budynków buddyjskich, które dotąd znajdowały się na terenie chramów shintō. Przy tym często dochodziło do ekscesów: palenia świątyń buddyjskich, niszczenia ich cennego wyposażenia lub sprzedawania za niewielkie kwoty. Klasztory monzeki zostały opuszczone przez kapłanów, pochodzących z arystokracji lub rodziny cesarskiej i pozbawione ich wsparcia. To spowodowało ruinę finansową tych klasztorów. W sumie zburzono wówczas około 40 tysięcy świątyń buddyjskich, a buddyzm przestał być dominującą religią w kraju.